# Маркина гора (Маркова гора)
Маркина гора (или Маркова гора) — географический и культурно-исторический объект в Новоспасском районе Ульяновской области, рядом с селом Садовое. Гора связана с легендами о «Новоспасском Робин Гуде» — разбойнике Марке.

## Географическое расположение
Маркина гора расположена на территории Приволжской возвышенности недалеко от села Садовое. Координаты: 53°08′01″ с. ш., 47°43′42″ в. д. Ранее здесь проходил старинный торговый тракт, соединявший Москву и Оренбург.

## История и легенды
Название горы связано с легендарным разбойником Марком, который, согласно преданиям, жил в XVIII—XIX веках. Его часто называют «Новоспасским Робин Гудом» за то, что он грабил богатых купцов и помогал бедным крестьянам. Шайка Марка укрывалась в пещерах, вырытых в горе, которая тогда была покрыта густыми лесами.
Среди легенд о Марке выделяются следующие:
- Помощь погорельцам. После крупного пожара в деревне Маловка он раздал деньги всем пострадавшим, которых хватило на восстановление домов.[2]
- Борьба с жестокими помещиками. Например, Марк наказал исправника, который по приказу помещицы мучил ребенка за мелкую провинность.[3]
- Тайная помощь бедным. Нуждающиеся крестьяне часто находили на подоконниках деньги, оставленные людьми Марка.[4]

## Современное состояние
На сегодняшний день Маркина гора представляет собой возвышенность с кустарниками и частично сохранившимися пещерами. Леса, которые некогда покрывали гору, были вырублены в середине XX века.
Гора стала важной частью культурного наследия Ульяновской области и туристической достопримечательностью. Легенды о Марке активно используются для создания локального бренда Новоспасского района.
В 2023 году предания о разбойнике Марке были признаны объектом нематериального наследия Ульяновской области.